# Anyphaena bromelicola
Anyphaena bromelicola är en spindelart som beskrevs av Norman I. Platnick 1977. Anyphaena bromelicola ingår i släktet Anyphaena och familjen spökspindlar. Inga underarter finns listade i Catalogue of Life.